# طريق تشيلي 5
طريق تشيلي السريع 5 أو الطريق 5 المعروف محليًا باسم روتا 5 هو أطول طريق في تشيلي.

## نبذة
يبلغ طوله 3364 كيلومتر (2090 ميل)، وهو جزء من طريق أمريكا السريع.